# Императорский мамонт
Императорский мамонт (Mammuthus imperator) — вымерший вид рода мамонтов, потомок южного мамонта, мигрировавшего на американский континент около 1,8 миллиона лет назад по первому Берингову перешейку между континентами. Существовал в период от 1,8 млн до 11 тыс. лет назад.
Он был вторым по величине известным мамонтом после азиатского Mammuthus sungari (формы степного мамонта) и самым большим мамонтом в Западном полушарии. Императорский мамонт достигал 4,5 метра в высоту. В позднем плейстоцене он обитал на территории от Канады до Нью-Мексико. Предположительно не имел густого шерстистого покрытия, как некоторые родственные виды, поскольку в центре и на юго-западе Северной Америки было теплее, чем в северной части Американского континента. Вероятно, часть популяции эволюционировала в колумбийского мамонта. В дальнейшем императорский мамонт обитал рядом с колумбийским мамонтом и мамонтом Джефферсона. По некоторым из современных классификаций все три вышеупомянутых вида американских мамонтов относят к разным подвидам одного вида — колумбийского мамонта. Однако это мнение не является окончательно доказанным. Императорский мамонт отличался от колумбийского мамонта более крупными размерами и формой бивней. Он был первоначально описан как ископаемый вид азиатского слона Джозефом Лейди в 1858 году.
Хорошо сохранившиеся останки императорского мамонта были найдены на ранчо Ла-Брея, в Южной Калифорнии.